# کربرا د ابره
کربرا د ابره (به اسپانیایی: Corbera d'Ebre) یک شهرستان در اسپانیا است که در Terra Alta واقع شده‌است.

## خصوصیات
کربرا د ابره ۵۳٫۱ کیلومترمربع مساحت و ۱٬۲۰۴ نفر جمعیت دارد و ۳۳۷ متر بالاتر از سطح دریا واقع شده‌است.